# Western Star Trucks
Western Star Trucks Sales, Inc., comunemente denominata Western Star, è un produttore di autocarri americano con sede a Portland negli Stati Uniti. È una sussidiaria di Daimler Trucks North America, a sua volta controllata al 100% dalla tedesca Daimler AG.

## Storia

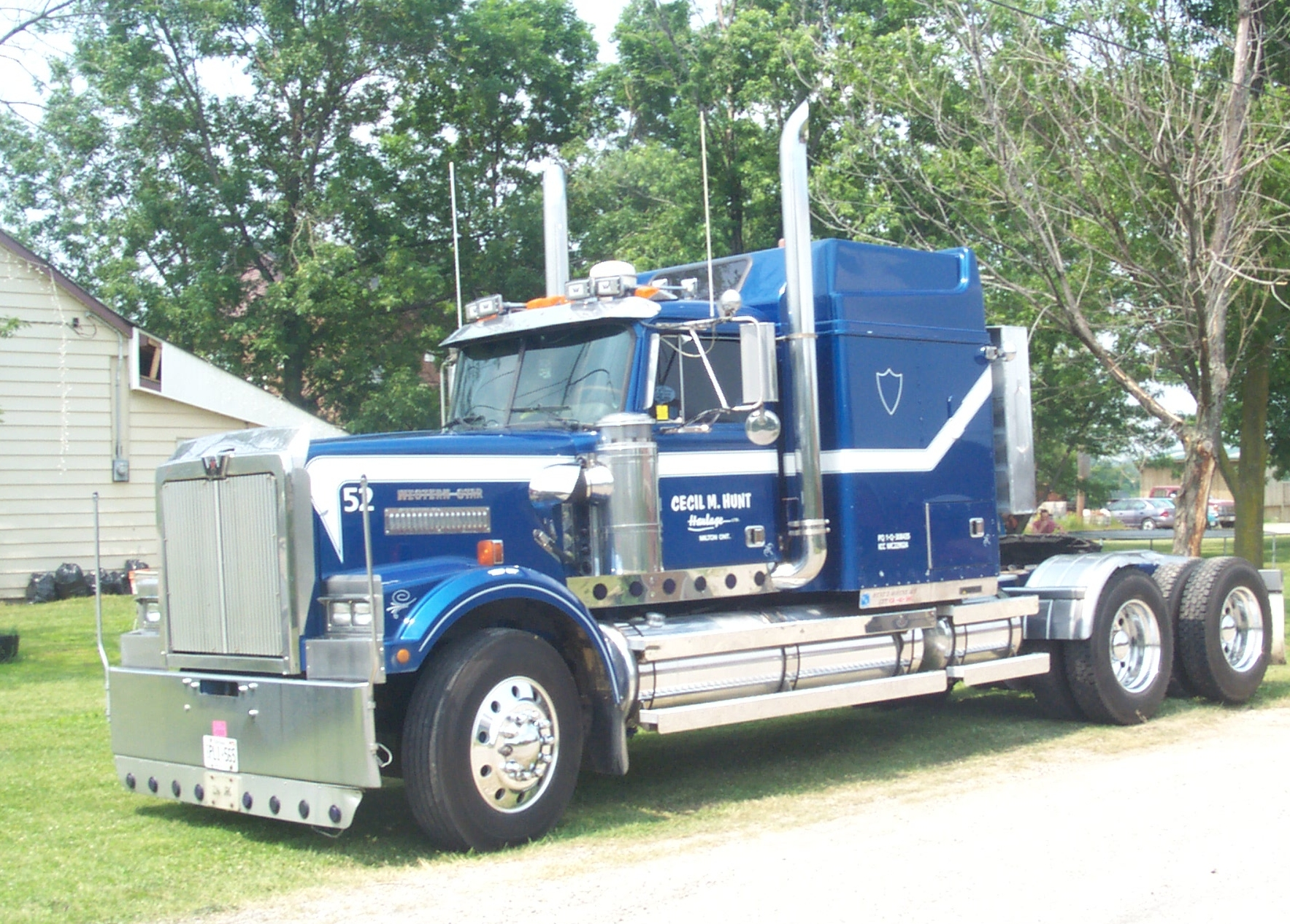
Un Western Star 4900 del 1997

Nel 1967 la White Motor Company ha fondato la divisione Western Star, come White Western Star, con un nuovo stabilimento a Kelowna nella British Columbia, condividendo la sede con White a Cleveland in Ohio. I camion White Western Star a quell'epoca, usavano tipicamente le cabine della sua consociata, Autocar. La produzione di Western Star fu trasferita a Ogden nello Utah ma non fu inclusa nella vendita del 1980 di White a Volvo, bensì fu venduta alla Bow Valley Resources e alla Nova Corporation, ciascuna proprietaria del 50%. Nel 1991, la Western Star Trucks è stata acquistata da Terry Peabody e Bob Shand, i proprietari della filiale australiana della Western Star. Nel 1996 è stata acquistata ERF e nel 2000, è stata rivenduta a MAN. Inoltre, sempre nello stesso anno, Western Star è stata acquistata da DaimlerChrysler, entrando a far parte della divisione Freightliner Trucks. Nel 2002, la produzione dei modelli 4700, 4800, 4900 e 6900 di Western Star, è stata spostata in uno stabilimento a Portland in Oregon mentre nel maggio 2015, lo stabilimento Daimler Trucks North America a Cleveland in North Carolina, ha iniziato a costruire i modelli 4700, 4900 e 5700XE.

## Modelli

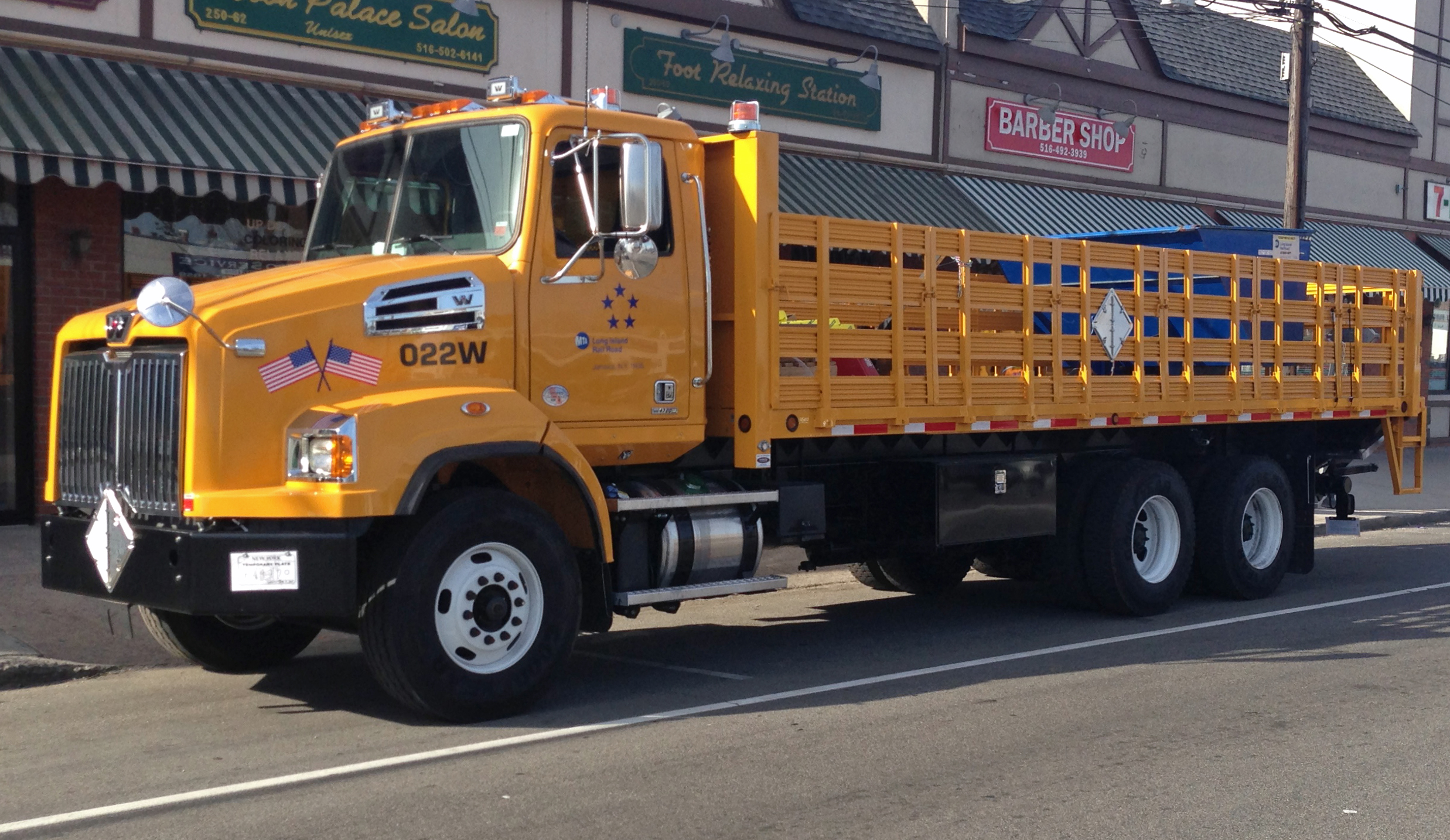
Western Star 4700SB (assale arretrato)

Western Star produce una gamma di veicoli commerciali di classe 8 sia per uso autostradale che fuoristrada. Ogni modello offre diverse dimensioni della cuccetta per la cabina, con lunghezze del telaio fino a 12 metri, a seconda del modello. I motori, le trasmissioni, gli assali, le sospensioni ed i freni, sono disponibili in numerose configurazioni mentre i motori utilizzati includono Cummins e Detroit. Per il mercato australiano, neozelandese e sudafricano, Western Star produce anche autocarri con guida a destra.

### Informazioni sul modelli
Nel 2022 Western Star ha quattro famiglie di modelli:

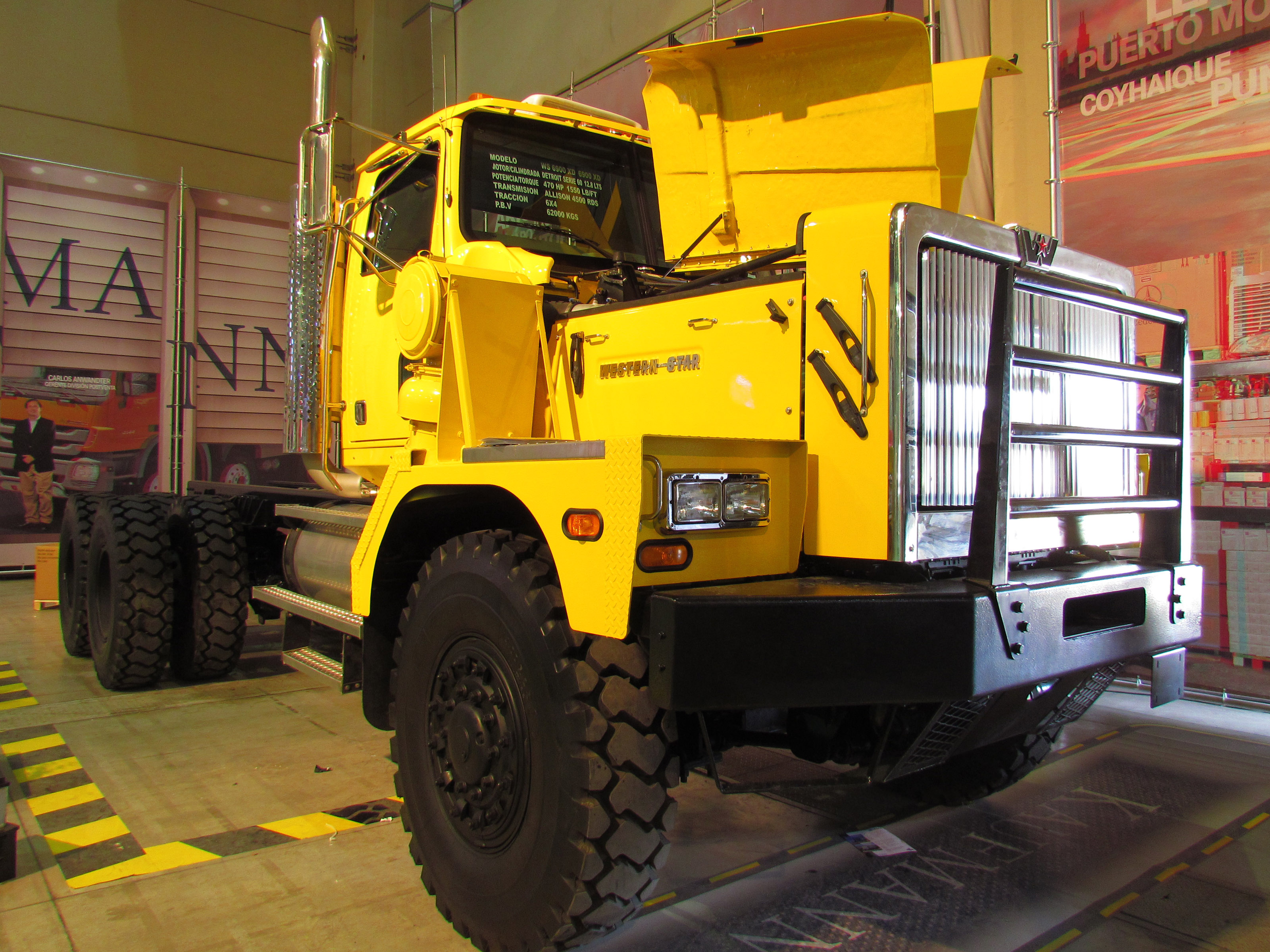
Un Western Star 6900 XD del 2012

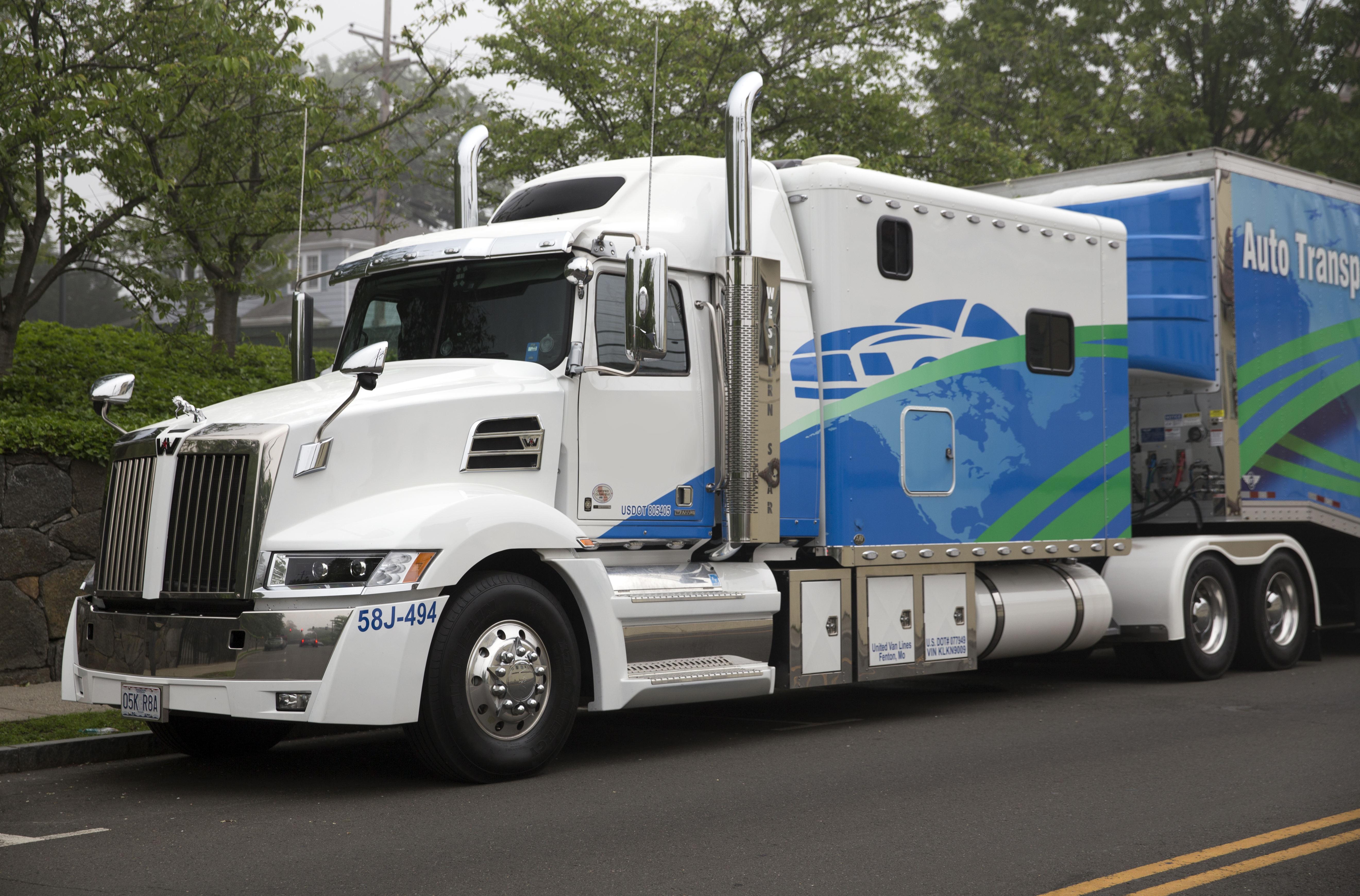
Un Western Star 5700XE del 2019

- La serie 4700, è il modello entry-level della Western Star ed è disponibile per applicazioni su camion e trattori, entrambi con paraurti al retro della cabina da 2.790 mm (110 pollici). In ambito professionale, può essere applicato per qualsiasi prodotto industriale grazie alla flessibilità del modello. Per l'uso in autostrada, il 4700 è disponibile solo in una configurazione daycab ed è utilizzato principalmente in applicazioni a corto raggio[9].
- La serie 4800, è un modello offerto solamente in Australia, offre opzioni di motore più potenti rispetto al 4700 e dispone di un paraurti al retro della cabina da 2.770 mm (109 pollici). Western Star fornisce il veicolo con un telaio e una cabina spoglia, affinché il cliente possa dotarlo, di cassone ribaltabile, miscelatore, serbatoio, gru o cassone. L'opzione twin steer installata in fabbrica è anche popolare su questo modello per applicazioni di scarico e miscelazione[10].
- La serie 4900 è dotata di un paraurti al retro della cabina da 3.120 mm (123 pollici). Si tratta di un veicolo multiuso, destinato a una varietà di settori. Esso può essere costruito come una trattrice con ralla, con telaio nudo da allestire oppure come modello con cabina ribassata (Low Max)[11].
- Il 5700X è il modello più recente della Western Star ed il primo camion aerodinamico. Lanciato nel 2015 è progettato solo per applicazioni su strada. È dotato di un paraurti al retro della cabina da 3.200 mm (126 pollici) e ha una posizione dell'assale anteriore arretrata. Può essere strutturato come daycab o con cuccetta[12].

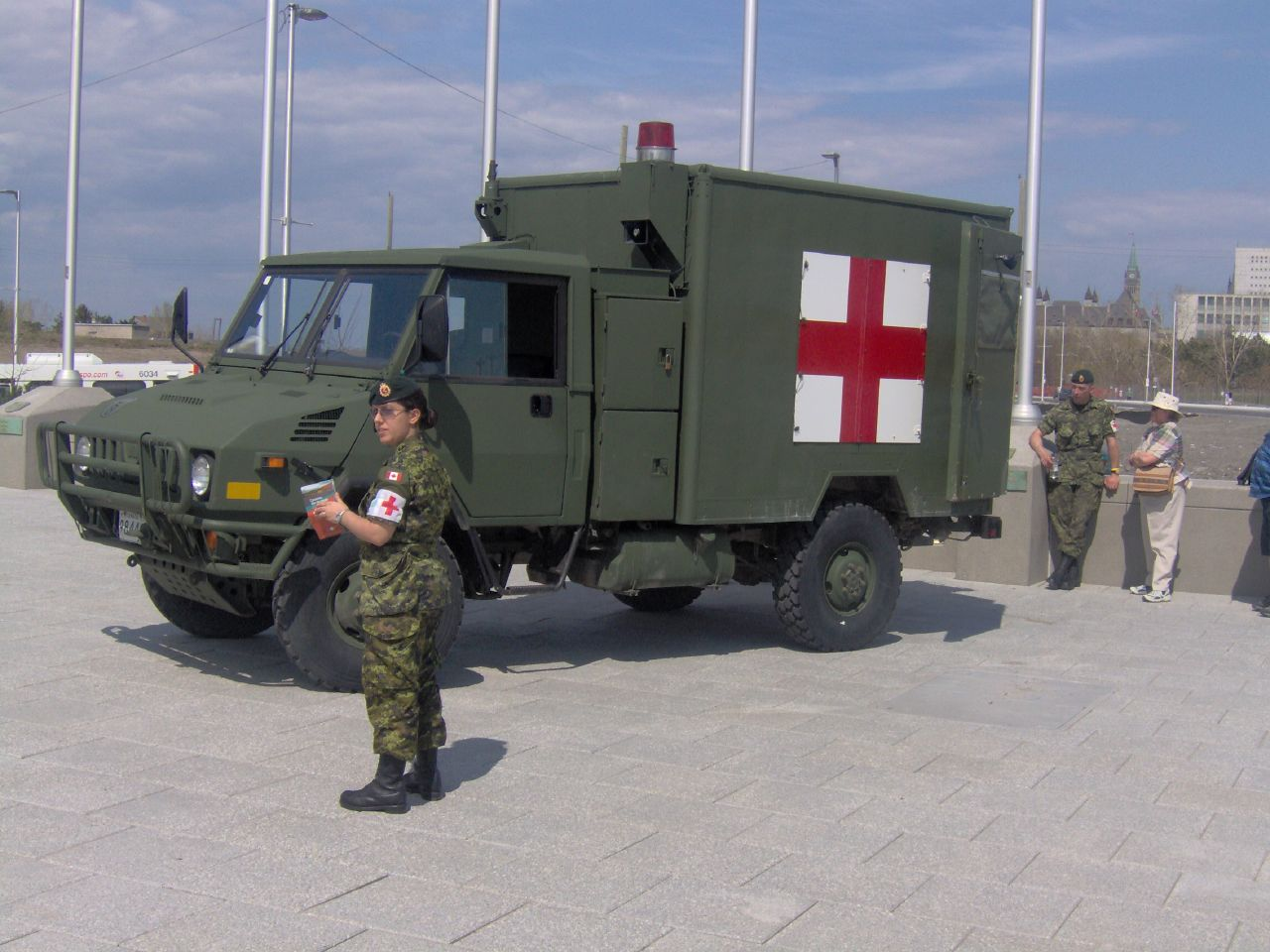
LSVW delle forze canadesi.

La Western Star ha venduto una versione leggermente modificata del White High Cabover come Western Star Cabover negli anni '80 e all'inizio degli anni '90. Hanno anche prodotto una versione con licenza dell'Iveco VM 90 per le forze canadesi durante gli anni '90, chiamata LSVW.